# Mahiro Ano
Mahiro Ano (阿野 真拓 Ano Mahiro?), född 30 augusti 2003 i Tochigi prefektur, är en japansk fotbollsspelare.
Ano började sin karriär 2020 i Tokyo Verdy.